# Сент Мари (Илиноис)
Сент Мари (енгл. Ste. Marie) град је у америчкој савезној држави Илиноис.

## Демографија
По попису из 2010. године број становника је 244, што је 17 (-6,5%) становника мање него 2000. године.
| Група             | 2000.       | 2010.       |
| Белци             | 260 (99,6%) | 240 (98,4%) |
| Афроамериканци    | 0 (0,0%)    | 0 (0,0%)    |
| Азијати           | 0 (0,0%)    | 2 (0,8%)    |
| Хиспаноамериканци | 1 (0,4%)    | 0 (0,0%)    |
| Укупно            | 261         | 244         |